# Durbania
Durbania is een geslacht van vlinders uit de familie van de Lycaenidae. De wetenschappelijke naam is voor het eerst geldig gepubliceerd in 1862 door Roland Trimen. Trimen gebruikte de spelling D'Urbania, als eerbetoon aan William Stewart Mitchell d’Urban die tijdens zijn verblijf in Brits-Kaffrarië (de huidige provincie Oost-Kaap) vele vlinders had verzameld, waaronder een specimen van de typesoort Durbania amakosa.